# 195e régiment d'artillerie
Le 195e régiment d'artillerie lourde à tracteurs (195e RALT) est un régiment de l'armée de terre française qui a existé au début de la Seconde Guerre mondiale.

## Création et différentes dénominations
- 1939 : création
- 1940 : dissous

## Historique des opérations et garnisons du régiment

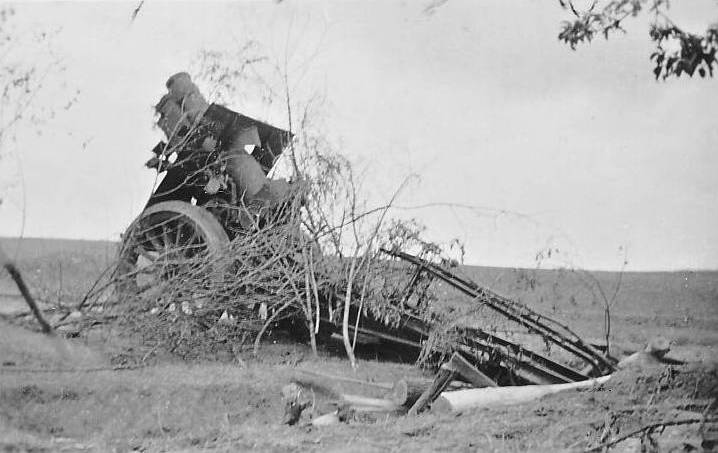
Canon de 220 mm court modèle 1916 perdu en mai 1940, comme ceux du RALT.

Il est formé le 2 septembre 1939 au centre mobilisateur d'artillerie no 15 de Nîmes. Il est constitué de quatre groupes de canons de 220 mm C modèle 1916 (en).
Il est en réserve générale en mai 1940.
Fin mai-début juin, le I/195e RALT est rattaché au 24e corps d'armée et le II/195e au 1er corps d'armée.
Le 5 juin 1940, le PC du 195e est établi au château de Blincourt, près d'Estrées-Saint-Denis. L'as allemand Werner Mölders est abattu au-dessus du secteur du III/195e et c'est ce dernier qui arrête l'aviateur.

## Étendard
Il ne porte aucune inscription

## Personnalités ayant servi au régiment
- Marcel Roustan (1896-1944), chef de la résistance autour de Salon-de-Provence, capitaine commandant la 8e batterie du IIIe groupe.